# アミドゥ・サリフ
アミドゥ・サリフ（Amidu Salifu, 1992年9月20日 - ）は、ガーナ・アクラ出身のサッカー選手。FCペトロルル・プロイェシュティ所属。ポジションはミッドフィールダー。

## 経歴

### キャリア初期
出身地ガーナでは元同国代表スティーヴン・アッピアーが過去に所属し、同国サッカー協会元会長ニャホ・ニャホ＝タマクローが経営していたことでも知られるアクラ・ハーツ・オブ・オークの下部組織に所属し、サッカー選手としてのキャリアをスタートする。ロミオとジュリエットトーナメントにおいて、イタリアのクラブであるヴィチェンツァ・カルチョのスカウトの目に留まり、2008年に渡伊、同クラブに移籍する。しばらく下部組織に在籍していたが、2010年11月20日にセリエBの対カルチョ・パドヴァ戦でトップチームデビューを果たす。

### フィオレンティーナ
当時の活躍を目にしたACFフィオレンティーナが2011年1月31日に250万ユーロで共同保有権を購入、同クラブの下部組織に加入することになった。同年4月23日には、わずかな出場時間ではあったが対カリアリ・カルチョ戦でトップチーム及びセリエAデビューを果たした。同年8月13日にフィオレンティーナが残りの保有権を獲得、完全に同クラブ所属の選手となった。監督がシニシャ・ミハイロヴィッチからデリオ・ロッシに代わるとトップチームの一員として扱われるようになり、2011年12月17日の対アタランタBC戦ではスターティングメンバーとして出場した。
その後は下部リーグへの期限付き移籍が続き、2016年2月1日、セリエBのブレシア・カルチョに加入した。2016-17シーズンはレガ・プロのマントヴァFCでプレーすることが発表された。2017年7月28日、シーズンローンの形でヴィチェンツァに復帰することとなった。2018年7月13日、買い取りオプション付きのレンタルでUSアレッツォへ加入した。

## 代表歴
U-20ガーナ代表に招集されている。

## 人物
キャリア初期はディフェンダーとして、主にサイドバックの選手だった。その後中盤にポジションを移し、広いエリアをカバーする守備的なミッドフィールダーとなる。戦術理解、技術、スピード、フィジカル全てに秀でており、同胞のマイケル・エッシェンと比較される。

## 個人成績
| 国内大会個人成績 | 国内大会個人成績   | 国内大会個人成績 | 国内大会個人成績 | 国内大会個人成績 | 国内大会個人成績 | 国内大会個人成績 | 国内大会個人成績 | 国内大会個人成績 | 国内大会個人成績 | 国内大会個人成績 | 国内大会個人成績 |
| 年度             | クラブ             | 背番号           | リーグ           | リーグ戦         | リーグ戦         | リーグ杯         | リーグ杯         | オープン杯       | オープン杯       | 期間通算         | 期間通算         |
| 年度             | クラブ             | 背番号           | リーグ           | 出場             | 得点             | 出場             | 得点             | 出場             | 得点             | 出場             | 得点             |
| イタリア         | イタリア           | イタリア         | イタリア         | リーグ戦         | リーグ戦         | イタリア杯       | イタリア杯       | オープン杯       | オープン杯       | 期間通算         | 期間通算         |
| ---------------- | ------------------ | ---------------- | ---------------- | ---------------- | ---------------- | ---------------- | ---------------- | ---------------- | ---------------- | ---------------- | ---------------- |
| 2010.1-2011.1    | ヴィチェンツァ     | --               | セリエB          | 8                | 0                | 1                | 1                | -                | -                | 9                | 1                |
| 2011.1-2011.6    | フィオレンティーナ | 17               | セリエA          | 1                | 0                | 0                | 0                | -                | -                | 1                | 0                |
| 2011-2012        | フィオレンティーナ | 17               | セリエA          | 12               | 0                | 1                | 0                | -                | -                | 13               | 0                |
| 通算             | イタリア           | イタリア         | セリエB          | 8                | 0                | 1                | 1                | -                | -                | 9                | 1                |
| 通算             | イタリア           | イタリア         | セリエA          | 13               | 0                | 1                | 0                | -                | -                | 14               | 0                |
| 総通算           | 総通算             | 総通算           | 総通算           | 21               | 0                | 2                | 1                | -                | -                | 23               | 1                |

- 2011年4月23日 - セリエA初出場 - カリアリ戦（スタディオ・アルテミオ・フランキ (フィレンツェ)）

## タイトル
フィオレンティーナ
- コッパ・イタリア・プリマヴェーラ（イタリア語版）: 2010-11
- スーペルコッパ・プリマヴェーラ : 2011